# Piazza Vittorio Emanuele II (Rome)
La piazza Vittorio Emanuele II, familièrement appelée par les Romains piazza Vittorio tout court, est située à Rome dans le rione Esquilino. Elle est avec sa superficie d'environ 5,5 ha la plus vaste place de la capitale italienne. Elle est desservie par la station de métro Vittorio Emanuele.

## Histoire
Cette place naît dans le cadre des grands travaux entrepris à Rome après son annexion au royaume d'Italie en 1870 et son accession en 1871 au rang de capitale, qui entraîne une brusque croissance de la ville. Sur des terrains acquis par la municipalité, le plan d'occupation du sol de 1873, rédigé par ingénieur en chef de la ville Alessandro Viviani, prévoit une large place rectangulaire et sur tout son pourtour des immeubles de style humbertien dressés sur de hautes arcades, avec au centre un large parc arboré. L'immeuble côté ouest, entre le rue Buonarroti et Machiavelli, est l' œuvre de l'architecte Gaetano Koch.
Les travaux ont duré de 1882 à 1887. Les terrassements préalables mettent au jour quantité d'ossements, vu que dans l'antiquité se trouvait en ce lieu le « campo scellerato » de l'Esquilin, fosses communes où étaient jetées les dépouilles des esclaves et des condamnés à mort.

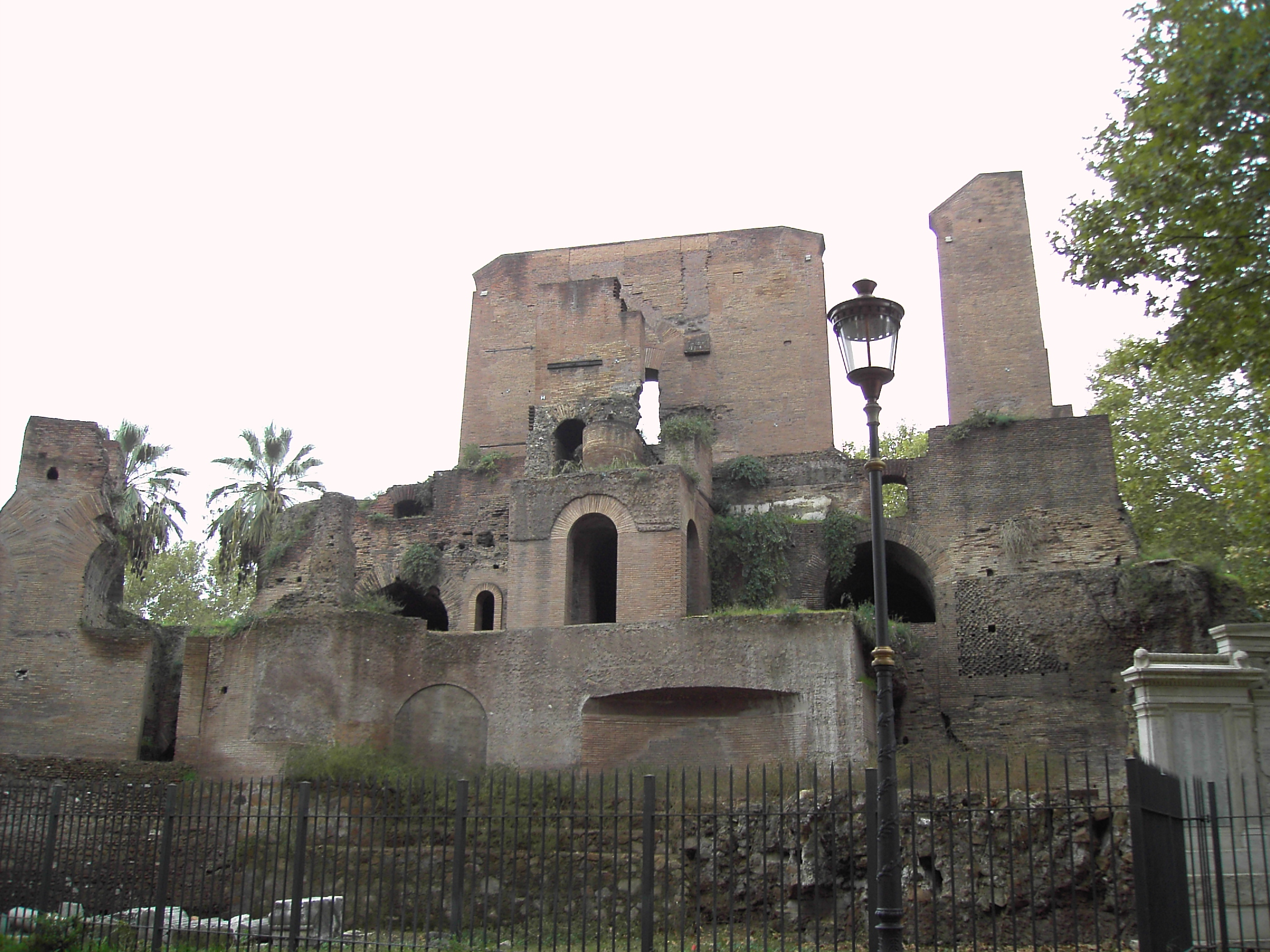
Restes de la fontaine antique dite Trofei di Mario.

Dès la fin du XIXe siècle le site voit se concentrer les commerces sous les arcades, tandis que se développe sur les trottoirs et les grands espaces libres du parc un marché de plein-air qui attire aussi des vendeurs à la sauvette et qui prendra avec le temps un caractère de marché aux puces. À partir des années 1980, le quartier, situé non loin de la gare Termini, voit affluer des populations immigrées. Originellement pensée comme habitat de prestige pour la nouvelle bourgeoisie d'État qui a investi Rome après l'unification italienne, la zone autour de la piazza Vittorio se trouve vers la fin du XXe siècle dans un état de dégradation avancé.
Un plan de réhabilitation a été mis en œuvre, le marché traditionnel a été transféré sur un autre site mieux adapté, les derniers stands ont été évacués en octobre 2001, et le parc est redevenu un lieu de promenade accueillant.

## Jardins et monuments

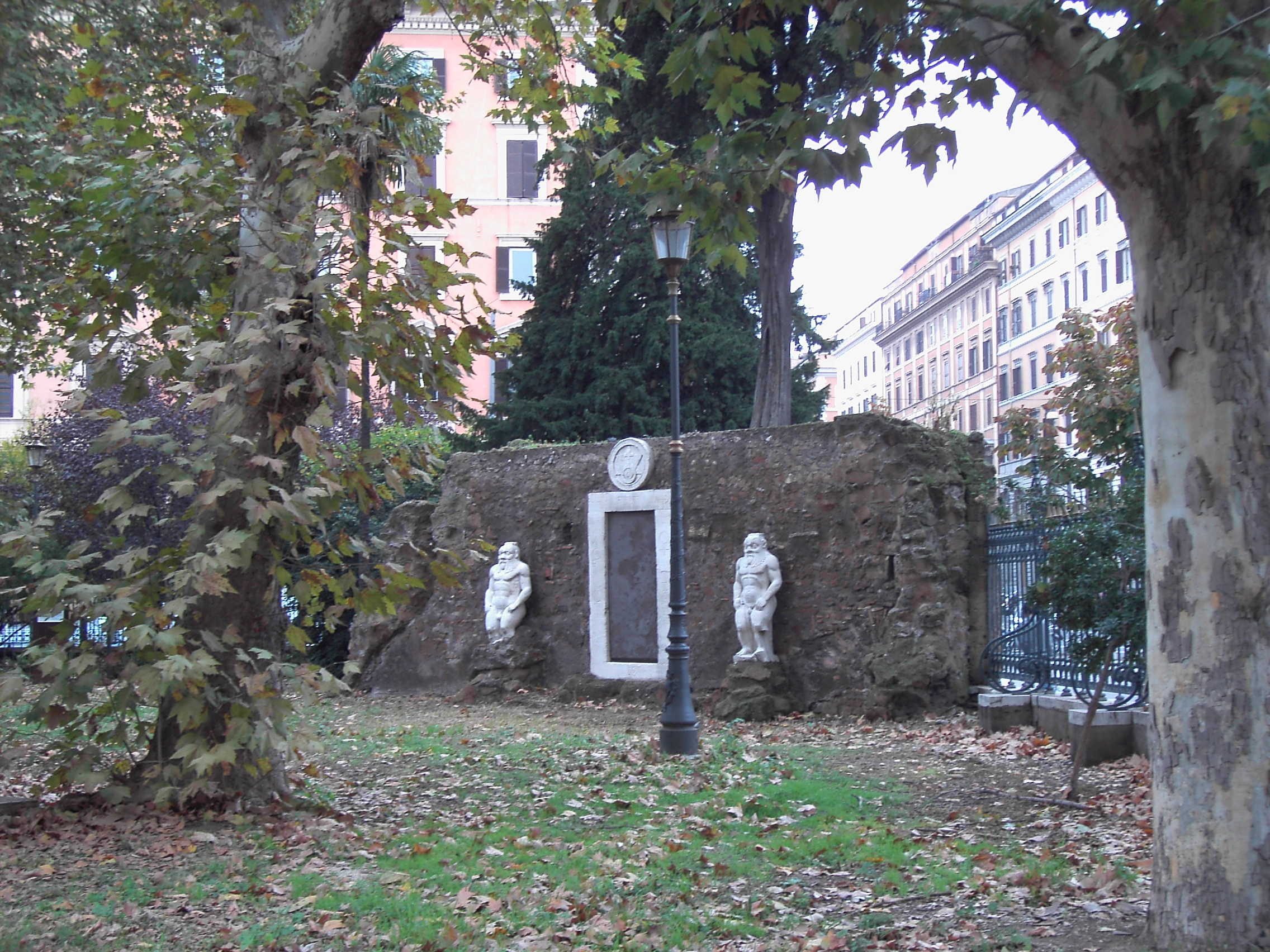
La Porta Magica.

Le parc central est orné d'arbres, platanes, cèdres du Liban, magnolias, ainsi que palmiers venus de Bordighera, offerts par la reine Margherita.
Il comprend aussi les ruines encore imposantes d'un célèbre monument antique, le Ninfeo di Alessandro, mieux connu sous le nom de Trofei di Mario (« Trophée de Marius »). Il s'agit d'une fontaine monumentale adossée à l'antique château d'eau où aboutissait un aqueduc, construite au IIIe siècle sous le règne de l'empereur Sévère Alexandre.
Une autre curiosité est la Porta magica, ou Porta alchemica. Il s'agit d'une ancienne porte d'entrée de la résidence, construite en 1653, de l'alchimiste Massimiliano Palombara, au sujet duquel ont couru nombre de légendes populaires.

## Filmographie
- 2017 : Piazza Vittorio, film documentaire d'Abel Ferrara